# Alvar Palmgren
Alvar Palmgren, född 28 april 1880 i Helsingfors, död där 30 november 1960, var en finlandssvensk botaniker. Han var bror till Axel Palmgren, kusin till Rolf Palmgren och fader till Pontus Palmgren. 
Palmgren blev filosofie doktor 1914 och var docent 1916–1924, adjunkt 1924–1928 och svenskspråkig professor i botanik 1928–1950 vid Helsingfors universitet, för vilket han var svensk prorektor 1947–1950. Han var ordförande i Societas pro Fauna et Flora Fennica 1920–1957. Han var initiativtagare till Värnpliktsstrejken 1902–1904.

## Utmärkelser
- Kommendörstecknet av Finlands Vita Ros’ orden,  1944[3]

[Redigera Wikidata]